# 諾維尼 (姆利尼夫區)
50°34′56″N 25°40′54″E / 50.58222°N 25.68167°E
諾維尼（烏克蘭語：Новини），是烏克蘭西北部的村莊，隸屬里夫內州的杜布諾區。該村始建於1925年，面積14.9平方公里，海拔高度231米，2001年人口311，人口密度每平方公里20.8人。